# Iveco Magirus

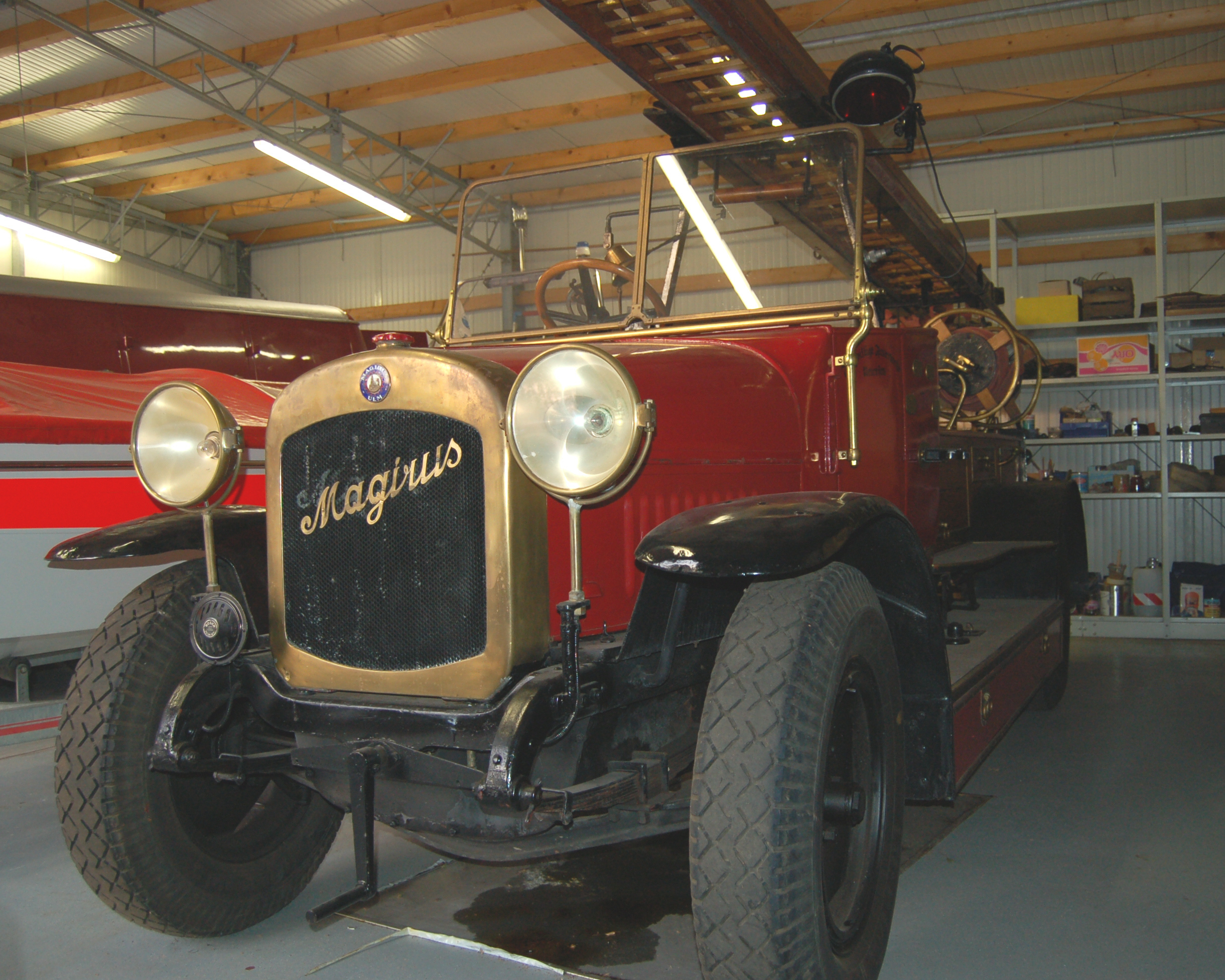
Magirus Modell « Bayern » 1923

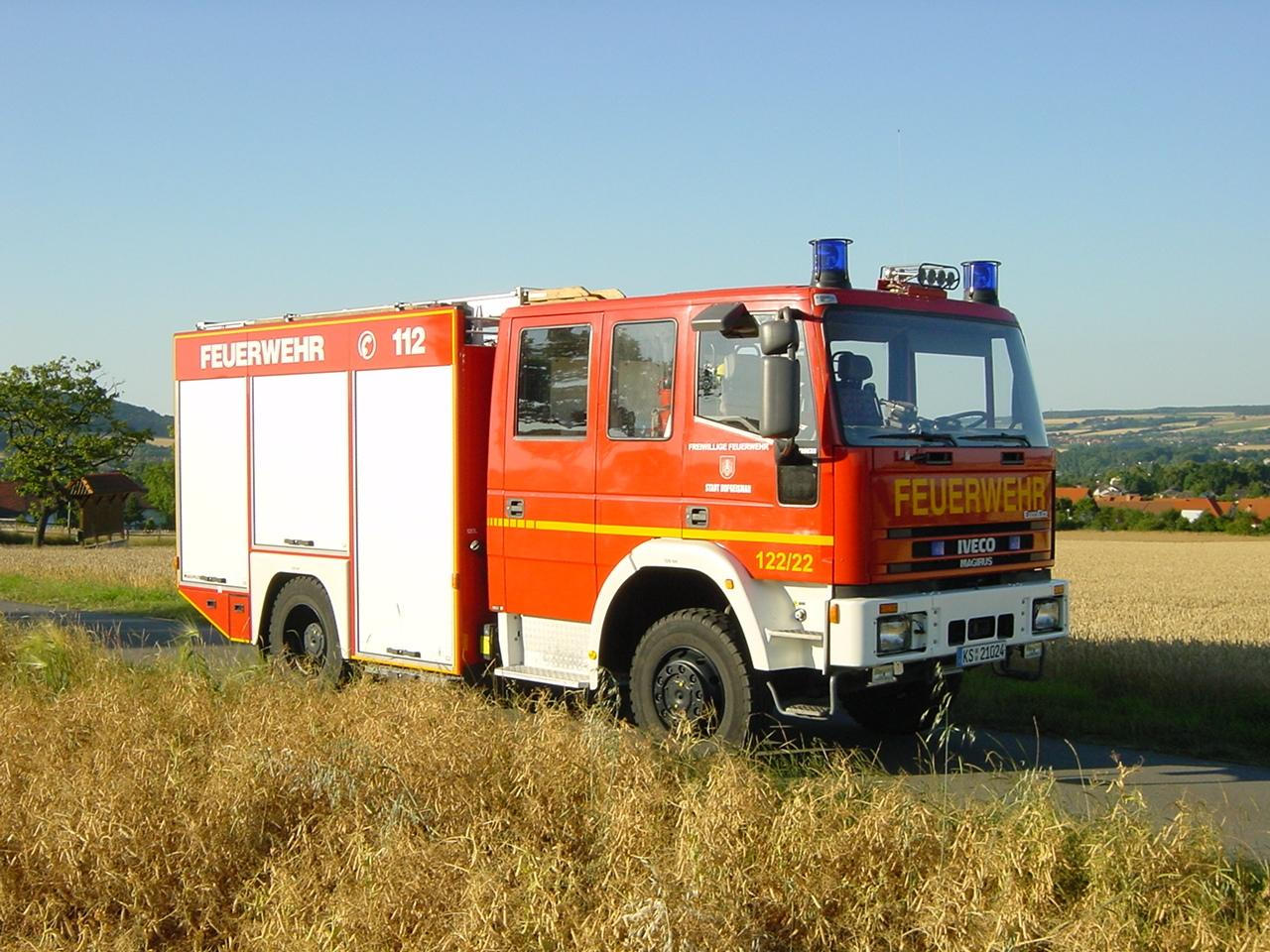
Un Iveco Magirus Eurofire en Allemagne

Iveco Magirus est une filiale du groupe IVECO, spécialisée dans la construction de camions de lutte contre l'incendie et résultant du rachat de Magirus-Deutz par IVECO en 1975.
La division IVECO EuroFire, devenue IVECO Magirus regroupe trois marques sur leur marché respectif : Magirus en Allemagne, Lohr Magirus en Autriche et Camiva en France.

## Histoire de Magirus
- 1864 : Création par Conrad Dietrich Magirus
- 1872 : Échelle sur un chariot à deux roues, modèle « Ulmer Leiter » (échelle d'Ulm)
- 1892 : Première échelle tournante trainée par des chevaux, 25 m
- 1903 : Première pompe de lutte contre l'incendie motorisée avec une machine à vapeur
- 1904 : Première échelle tournante au monde à fonctionnement automatique
- 1917 : Production de véhicules à moteur Magirus
- 1931 : Première échelle tournante métallique
- 1936 : Fusion avec l'usine de moteurs Humboldt-Deutz
- 1951 : Construction de l'échelle tournante la plus grande du monde, 52 m
- 1953 : Première échelle tournante hydraulique
- 1967 : Premiers véhicules avec une cabine avancée
- 1971 : Premier véhicule de secours pour les voies ferrées urbaines de surface et souterraines
- 1972 : Premier véhicule anti-incendie aéroportuaire lourd
- 1975 : Fiat V.I. rachète le groupe Magirus-Deutz et crée IVECO
- 1980 : Première échelle tournante avec cabine surbaissée
- 1986 : Première échelle tournante à contrôle informatisé
- 1987 : Rachat et absorption de la société Bachert / Weisweil
- 1992 : Intégration dans Iveco Mezzi Speciali / Brescia
- 1993 : Introduction de la gamme spécialisée de camions Eurofire
- 1994 : Échelle tournante avec bras articulé DLK 23-12 GL CC
- 1996 : Début de la fabrication de véhicules anti-incendie légers à Görlitz
- 1997 : Intégration de Lohr-Magirus à Graz/Autriche
- 1998 : Plates-formes de secours aériennes Magirus
- 2000 : Première échelle tournante anti vibrations et oscillations (Computer Stabilized)
- 2003 : Premier véhicule polyfonctions MultiStar
- 2005 : IVECO EuroFire devient IVECO MAGIRUS

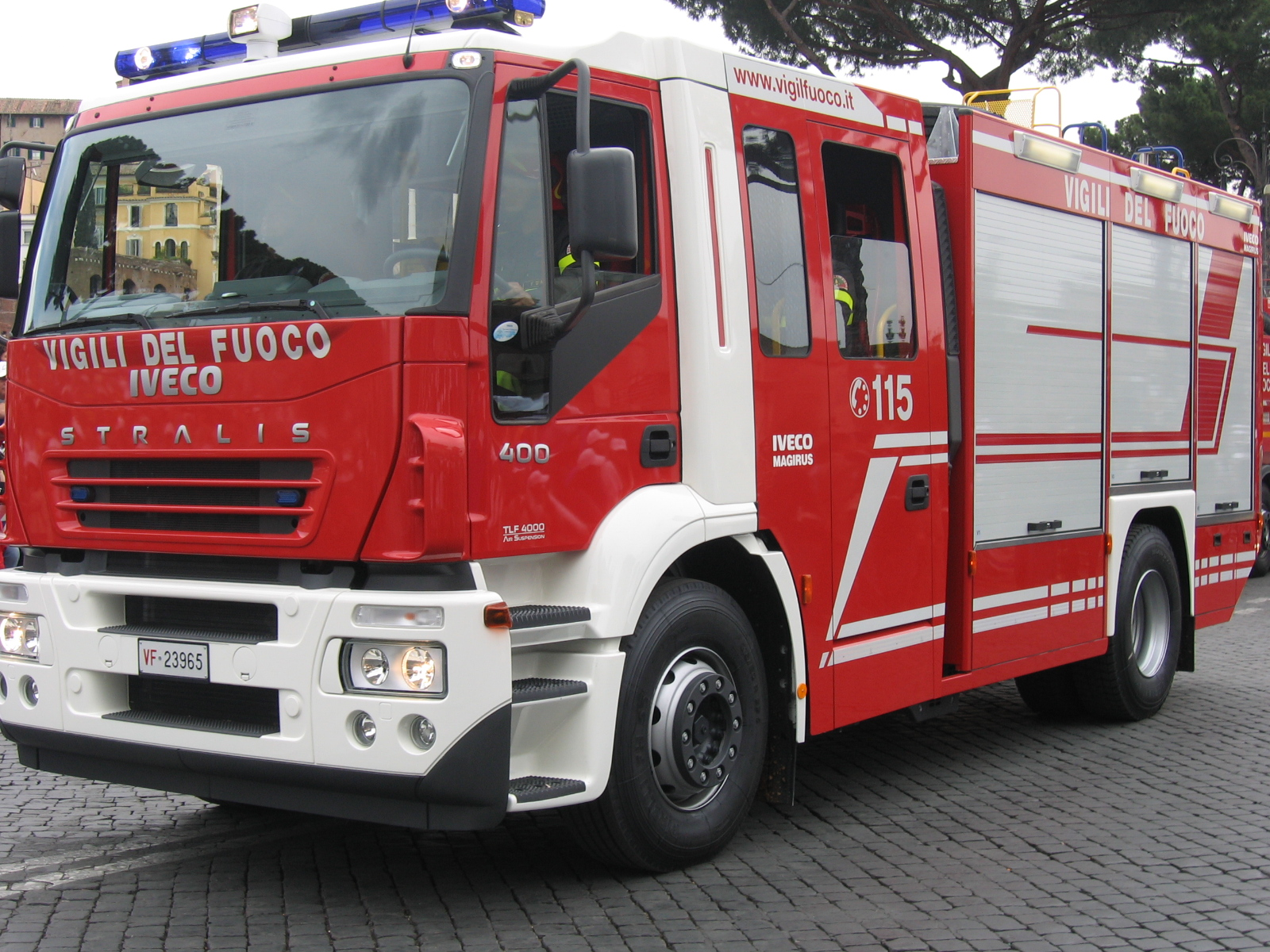
Iveco Magirus Eurofire Stralis AT400

## La filiale française CAMIVA
CAMIVA pour Constructeurs Associés de Matériels d'Incendie, Voirie et Aviation est une entreprise savoyarde spécialisée dans le matériel d'incendie et de secours fondée en 1970, dans les environs de Chambéry, à Saint-Alban-Leysse, dans le département de la Savoie (France).

### Histoire de CAMIVA

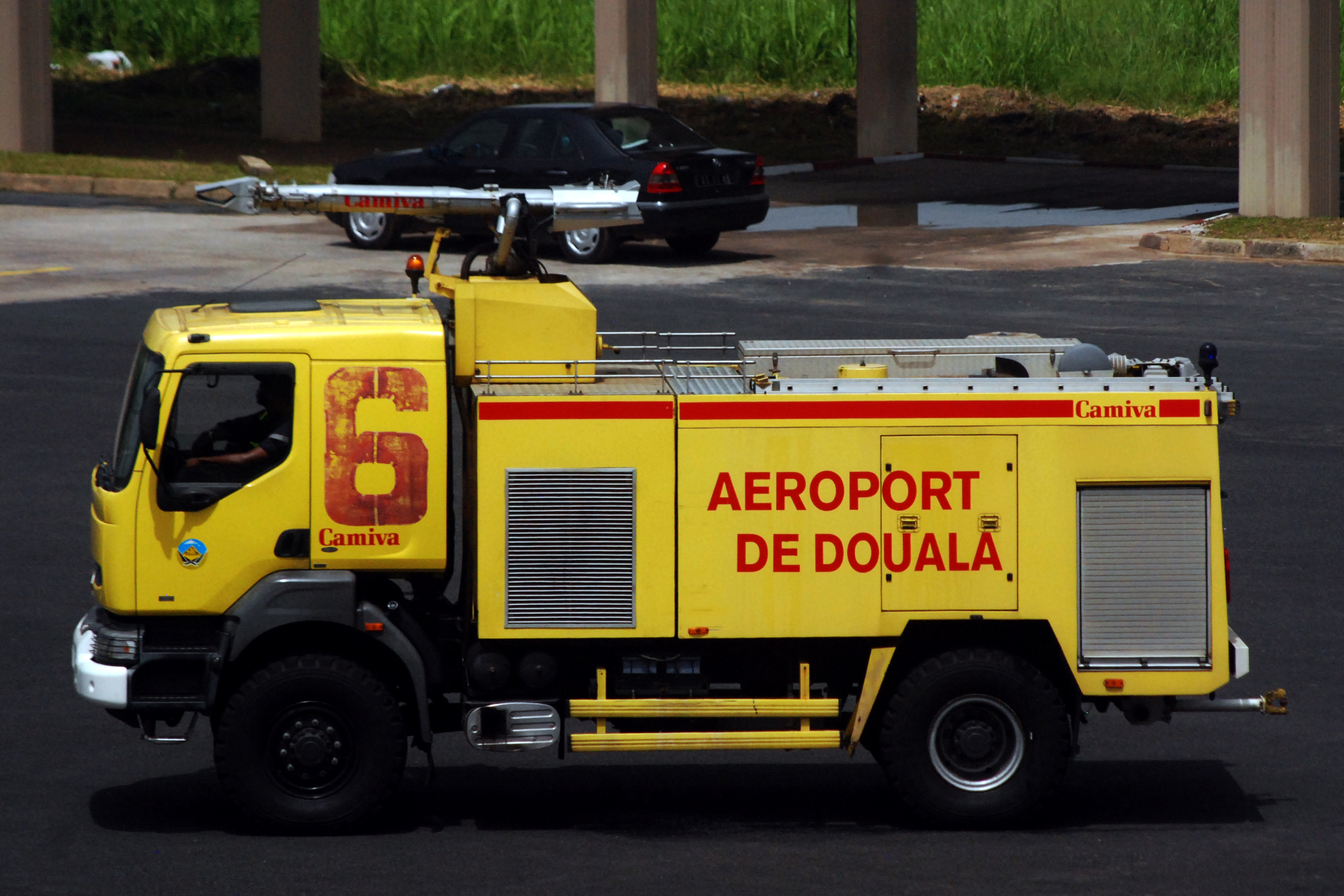
Véhicule CAMIVA à l'aéroport de Douala (2011).

La société Laffly, un des rares constructeurs français de matériel incendie, moribond depuis 1950, disparait définitivement en 1953. Berliet, exclu de ce marché par le plan Pons d'après guerre, reprend en partie son personnel spécialisé et crée une division dans un nouvel atelier à Courbevoie. 20 ans plus tard, Berliet et les pompes Guinard s'unissent pour créer, en 1970, la société CAMIVA.
En 1978, CAMIVA est intégrée dans le groupe Renault VI après le regroupement de Berliet et de Saviem avant d'être revendue.
En 1997, CAMIVA est rachetée par le groupe italien FIAT-IVECO et devient une composante de sa filiale IVECO EuroFire devenu IVECO Magirus, leader mondial du matériel de lutte contre l'incendie.
En mai 2012, le groupe Fiat S.p.A. annonce le transfert de l'activité de production de l'usine de Saint-Alban-Leysse en Allemagne. Le centre savoyard est transformé en unité de maintenance et transformation de véhicules.

### Chiffres
Le chiffre d'affaires de CAMIVA est de  60 millions d'euros, alors qu'en 1987 il était estimé à 156 millions de Francs. 
L'usine de CAMIVA occupe un terrain de 55 000 m2 et emploie 210 personnes.

### La production de Camiva

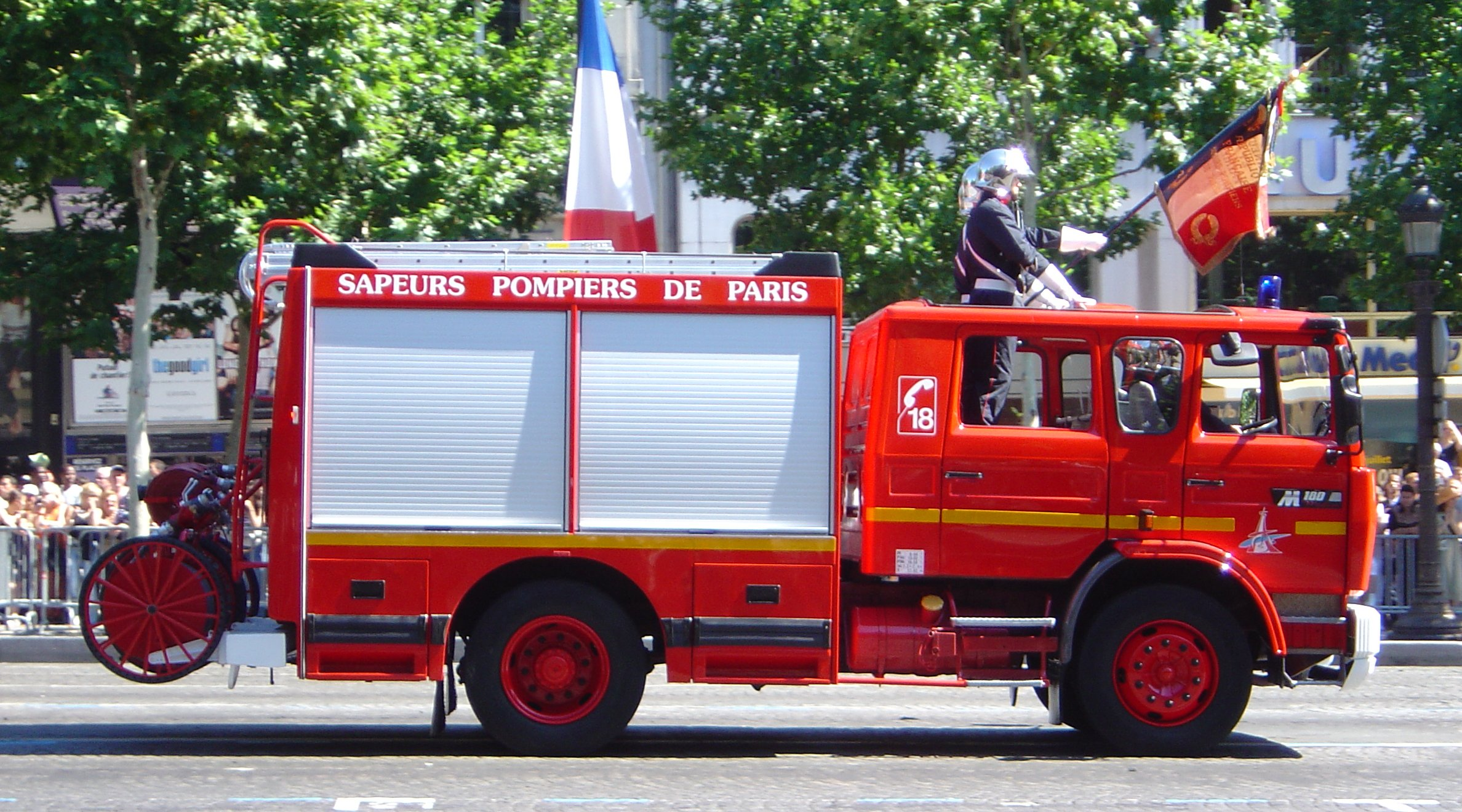
Camion de pompiers CAMIVA basé sur un chassis Renault des Sapeurs-Pompiers de Paris lors d'un défilé.

CAMIVA produit la gamme suivante d'engins d'incendie disponibles sur châssis de camion IVECO et Renault :
- Véhicules de lutte contre les incendies de forêt - Véhicules de lutte contre les incendies de forêt 4x4 de taille moyenne et grande, et véhicules de lutte contre les incendies de forêt de grande taille.
- Véhicules ruraux et urbains - véhicules de sauvetage routier et de lutte contre l'incendie 4x2, 4x4, 6x4 et Fourgon pompe-tonne 6x6, véhicules combinés de sauvetage routier et de lutte contre l'incendie, petits véhicules de sauvetage routier et de lutte contre l'incendie, petits véhicules combinés de sauvetage routier et de lutte contre l'incendie, véhicules de première intervention, véhicules de sauvetage routier hors route et véhicules de sauvetage routier.
- Échelles tournantes et plates-formes hydrauliques - 25 mètres et 30 mètres avec échelle tournante à mouvements séquentiels -, 25 mètres et 30 mètres avec échelle tournante automatique à mouvements combinés.
- Véhicules d'incendie industriels - avec une citerne à mousse de grande capacité, véhicules de lutte contre l'incendie généraux et citerne à mousse pour raffineries pétrochimiques.
- Véhicules aéroportuaires - Véhicules d'intervention rapide et citerne Crash Type 60 et 90.
- Véhicules d'intervention - Véhicules de lutte contre l'incendie et de sauvetage dans les tunnels, navettes de sauvetage dans les tunnels, véhicule de contrôle des foules, unité de pose de tuyaux, unités de sauvetage, unités de transport, grandes unités d'extinction et unités d'eau et de mousse.

## Opérateurs militaires
- Suisse En service sur les bases aériennes de l'armée suisse.